# Conopophaga melanops
Conopophaga melanops е вид птица от семейство Conopophagidae.

## Разпространение
Видът е разпространен в Бразилия.